# جيفري ماكلولين
جيفري ماكلولين (بالإنجليزية: Jeffrey McLaughlin)‏ هو مجدف أمريكي، ولد في 31 أكتوبر 1965 في سوميت في الولايات المتحدة.

## وصلات خارجية
- جيفري ماكلولين على موقع الاتحاد الدولي للتجديف (الإنجليزية)
- جيفري ماكلولين على موقع اللجنة الأولمبية الدولية (الإنجليزية)
- جيفري ماكلولين على موقع أوليمبيديا (الإنجليزية)